# Abas Bagratouni
Abas Bagratouni est un prince arménien de la famille des Bagratides ayant vécu au IXe siècle.
Abas est le fils cadet du prince Smbat VIII Bagratouni, sparapet d'Arménie de 826 à 856, et de son épouse, une certaine Hripsime. Il reçoit lors du partage des terres de son père la forteresse de Kars, avec le titre de sparapet (généralissime). Vers 890, il se révolte contre son neveu, le roi Smbat Ier et va jusqu'à briguer la couronne. Il est toutefois vaincu en 893 et meurt dans des circonstances inconnues.
Il a épousé la fille du prince Adarnassé Ier d'Artanoudji, mais n'a aucune descendance connue.